# Тлака
Тла̀ка е традиционна форма на взаимопомощ на роднини, съседи и съселяни в България. Тя е официална практика докъм средата на XX век.
Осъществява се при селскостопанска работа, снабдяване с дървен материал, строеж на къща. Най-често тлака се събира в неделя, когато стопаните не работят на своя имот. Тя се прави, когато има нужда – при оран, по време на жътва, белене и ронене на царевица, чукане на слънчоглед. Помощта е безплатна, като единственото задължение на стопанина е да нахрани помагачите.

## Други наименования
- Намолба – тлака в трънския говор.[2][3]
- Меджѝя – тлака в Южна България[4]
- Межа̀ – в едно от значенията си е диалектна дума за седянка, тлака; меджия, меджо[5]
- Меджо̀[6]